# 三一國際
三一重装国际控股有限公司（英語：Sany Heavy Equipment International Holdings Co., Ltd.；港交所：00631），简称三一国际，是专业从事煤炭采掘成套设备研发、制造及销售的大型装备制造企业，成立于2004年1月，2009年11月25日在香港成功上市。它是三一集团的第二大核心企业。
三一国际拥有综掘、综采、矿机三大园区，已被认定为中国国家级企业技术中心、中国国家级高新技术企业；获2011年中国五一劳动奖状；拥有国家级博士后科研工作站。